# Пульс (Штайнбург)
Пульс (нім. Puls) — громада в Німеччині, розташована в землі Шлезвіг-Гольштейн. Входить до складу району Штайнбург. Складова частина об'єднання громад Шенефельд.
Площа — 10,9 км2. Населення становить 563 ос. (станом на 31 грудня 2020).